# Ogrodniki (sielsowiet Hoża)
Ogrodniki (biał. Агароднікі) – wieś na Białorusi, położona w obwodzie grodzieńskim w rejonie grodzieńskim w sielsowiecie hożskim.
W dwudziestoleciu międzywojennym wieś leżała w Polsce, w województwie białostockim, w powiecie grodzieńskim, w gminie Hoża.
Według Powszechnego Spisu Ludności z 1921 roku wieś zamieszkiwało 179 osób, wszystkie były wyznania rzymskokatolickiego. 158 mieszkańców zadeklarowało polską przynależność narodową a 28 białoruską. Były tu 34 budynki mieszkalne.
Miejscowość należała do parafii świętych apostołów Piotra i Pawła w Hoży.
Wieś podlegała pod Sąd Grodzki i Okręgowy w Grodnie; właściwy urząd pocztowy mieścił się w Hoży.